# Port lotniczy Lilongwe
Port lotniczy Lilongwe (IATA: LLW, ICAO: FWKI) – międzynarodowy port lotniczy położony w Lilongwe, w stolicy Malawi. 

## Linie lotnicze i połączenia
| Linia Lotnicza        | Kierunek                                                                    |
| --------------------- | --------------------------------------------------------------------------- |
| Airlink               | 1. Johannesburg                                                             |
| Ethiopian Airlines    | 1. Addis Abeba                                                              |
| Kenya Airways         | 1. Nairobi                                                                  |
| Malawi Airlines       | 1. Blantyre 2. Dar es Salaam 3. Harare 4. Johannesburg 5. Lusaka 6. Nairobi |
| Proflight Zambia      | 1. Lusaka 2. Mfuwe                                                          |
| South African Airways | 1. Johannesburg                                                             |
| Ulendo Airlink        | 1. Likoma 2. Mfuwe 3. Monkey Bay                                            |